# Les Noces (Fortuny)
Les Noces (titre en espagnol : La Vicaría) est un tableau du peintre catalan Marià Fortuny.
Il est représentatif du genre précieux caractéristique de son auteur. Le tableau représente la signature d’un contrat de mariage à Barcelone au XVIIIe siècle.
Il est exposé au musée national d'Art de Catalogne à Barcelone, en Espagne.